# Standing NATO Mine Countermeasures Group 2
Standing NATO Mine Countermeasures Group 2 (SNMCMG2) er den ene af NATO's stående minerydningsstyrker.
SNMCMG2 består normalt af otte minerydningsfartøjer eller strygere samt et støtteskib. De normale nationer der stiller skibe til rådighed for styrken er Belgien, Tyskland, Grækenland, Italien, Spanien, Tyrkiet, Storbritannien og USA.
SNMCMG2 opererer som en samlet styrke, hvad end de deltager i øvelser eller er rydder reelle minefelter. Styrken er primært baseret i Middelhavet, men kan efter behov sendes hvorhen NATO ser behovet.

## Organisation
SNMCMG2 er en del af NATO Response Force (NRF).
Maritime Component Command Napoli (MCC Napoli) holder operativ kontrol over SNMCMG2.

## Historie
Styrken blev oprettet den 27. maj 1999 og frem til september 2001 var den benævnt Standing Mine Countermeasures Force in the Mediterranean (MCMFORMED) og i perioden frem til 1. januar 2005 var styrken benævnt Mine Countermeasures Force South (MCMFORSOUTH), indtil den fik sit nuværende navn SMCMG2.
MCMFORMED og sin daværende søsterstyrke Mine Countermeasures Force North (MCMFORNORTH) blev i juni 1999 stillet en opgave om at operere i Adriaterhavet, hvor man skulle rydde dumpet ammunition fra fly under Operation Allied Force. Den sammenlagte styrke bestod af 11 minerydnings- og strygningsfartøjer samt et støtteskib. Operationen, navngivet Allied Harvest begyndte den 9. juni 1999 og søgningen efter ammunitionen begyndte tre dage senere og varede 73 dage. I alt blev 93 stykker ammunition lokaliseret og bortsprængt i et område der var 3,570 km².